# Cirratulus caudatus
Cirratulus caudatus är en ringmaskart som beskrevs av Levinsen 1893. Cirratulus caudatus ingår i släktet Cirratulus och familjen Cirratulidae. Arten är reproducerande i Sverige. Inga underarter finns listade i Catalogue of Life.